# Léon Bazin
Pour les articles homonymes, voir Bazin.
Émile Léon Bazin est un architecte français né le 9 mai 1900 à Lausanne et mort à Paris 14e le 10 mars 1976.

## Biographie
Il entre dès 1915 dans le cabinet de Henri Prost où il rencontre Albert Laprade et Joseph Marrast. Il s'inscrit en 1923 à l'École nationale supérieure des beaux-arts et en sort diplômé en 1930. Il devient alors l'associé d'Albert Laprade, avec qui il collabore à la quasi-totalité des projets de ce dernier, notamment pour l'exposition coloniale de 1931 (palais de la Porte-Dorée) ou le barrage de Génissiat. Il est nommé architecte en chef de la reconstruction du Loiret dès 1941 et est reconduit dans ses fonctions en 1944. Il devient architecte conseil pour EDF et la Compagnie nationale du Rhône et réalise à ce titre un certain nombre de centrales électriques. Il est nommé architecte en chef des bâtiments civils et palais nationaux en 1959 et est attaché à ce titre au musée des Arts africains et océaniens de la Porte-Dorée, qu'il avait contribué à construire avec Laprade. Il réalise un grand nombre d'immeubles et quartiers de logements, jusqu'à la fin de sa vie, à Melun et Orléans, dans le sillage de Louis Arretche. Il entre à l'Académie d'architecture.

## Principales réalisations
Sont détaillés ici ses projets « solos », les projets des années 1930 sont à consulter sur la page d'Albert Laprade.
- 1946-1947 : création de la "Maison Grames" dans le lotissement expérimental "cité de Merlan" à Noisy-le-Sec (Seine-Saint-Denis) : maison à structure métallique et panneaux d'acier (inscrite MH, comme l'ensemble du quartier)[2].
- Fin des travaux de la cité-jardin de Suresnes.
- 1950 : construction des nouveaux bâtiments du Laboratoire central des industries électriques à Fontenay-aux-Roses (Hauts-de-Seine) pour le compte du Syndicat Général de la Construction Électrique et d'Électricité de France.
- 1957 : aménagement des abords de la centrale hydraulique de Montélimar pour le compte de la Compagnie nationale du Rhône
- 1957 : immeuble 57 avenue de Reille dans le 14e arrondissement de Paris
- 1959-1968 : quartier de la gare d'Orléans (cité administrative, ensemble immobilier Pasteur et chapelle)
- 1962-1976 : architecte en chef de la zone à urbaniser en priorité (ZUP) de l'Almont à Melun (Seine-et-Marne) (3129 logements)
- 1968 : aménagement de la chute de la centrale électrique de Bourg-lès-Valence pour le compte de la Compagnie nationale du Rhône
- 1973 : bâtiment de la Direction des études et de la recherche d'EDF à Clamart (Hauts-de-Seine)